# Сан Ђакомо дел Мартињоне (Болоња)
Сан Ђакомо дел Мартињоне (итал. San Giacomo del Martignone) је насеље у Италији у округу Болоња, региону Емилија-Ромања.
Према процени из 2011. у насељу је живело 542 становника. Насеље се налази на надморској висини од 25 м.